# Tonalità termica
La tonalità termica è la quantità di calore sviluppata dalla combustione dell'unità di massa o di volume di una certa miscela combustibile in condizioni standard.

È importante notare che non si parla di combustibile, bensì di miscela di combustibile-comburente; questo significa che la tonalità termica tiene conto anche della presenza del comburente, e ciò la distingue essenzialmente dal potere calorifico, grandezza a cui è strettamente legata e con cui può esserci confusione.

## Definizione
La tonalità termica di una miscela combustibile-comburente è definita come: 

{\displaystyle K^{*}={H_{i} \over {\alpha +1}}}

con {\displaystyle H_{i}} il potere calorifico (generalmente il potere calorifico inferiore) del combustibile e {\displaystyle \alpha } il rapporto comburente-combustibile della miscela.

Dato che la tonalità termica è una grandezza utilizzata prevalentemente in ambito tecnico-motoristico, il comburente considerato è generalmente l'aria, trattata come una miscela di ossigeno, effettivo comburente, ed azoto, praticamente inerte nella reazione, ma da tenere in conto per la sua massa. Quindi in formule: 

{\displaystyle \alpha ={m_{a} \over m_{c}}}

con {\displaystyle m_{a}} la massa di aria e {\displaystyle m_{c}} la massa di combustibile presenti nella miscela. Questa quantità può essere vista anche come la quantità d'aria miscelata all'unità di massa di combustibile. 

Considerando che i valori di {\displaystyle \alpha } sono nella pratica dell'ordine di 20 o più, a volte si può trovare la tonalità termica calcolata in modo approssimato come:  

{\displaystyle K^{*}={H_{i} \over {\alpha }}}

Un valore significativo della tonalità termica si ottiene riferendosi al rapporto stechiometrico del combustibile, cioè: 

{\displaystyle \alpha _{s}={m_{as} \over m_{c}}}

con {\displaystyle m_{as}} massa stechiometrica di aria (o aria teorica di combustione), cioè che idealmente non lascia nei prodotti di combustione né comburente né combustibile residui. In questo caso la tonalità termica è massima e tale valore diventa una grandezza caratteristica del combustibile considerato.